# Silvio Bundi
Silvio Bundi (ur. 13 czerwca 1978) – szwajcarski kolarz górski, srebrny medalista mistrzostw świata.

## Kariera
Największy sukces w karierze Silvio Bundi osiągnął w 2000 roku, kiedy reprezentacja Szwajcarii w składzie: Christoph Sauser, Florian Vogel, Barbara Blatter i Silvio Bundi zdobyła srebrny medal w sztafecie cross-country podczas mistrzostw świata w Sierra Nevada. Był to jedyny medal wywalczony przez Bundiego na międzynarodowej imprezie tej rangi. Ponadto dwukrotnie zdobywał medale w cross-country na mistrzostwach Szwajcarii: srebrny w 2004 roku i brązowy rok później. Nigdy nie wystąpił na igrzyskach olimpijskich.